# Zandkreekdam
El dic de Zandkreek (Zandkreekdam) es va construir entre 1957 i 1960, té 830 metres de llarg i connecta l'illa de Zuid-Beveland, a l'altura de Goes, amb l'illa de Noord-Beveland, a l'altura de Kortgene. Separa el Oosterschelde (estuari del riu Escalda) del Veerse Meer.
Aquest dic forma part del Pla Delta i en concret del pla de les tres illes, que amb la construcció d'aquest dic i del Veerse Gat comunicaria les illes Walcheren, Noord-Beveland i Zuid-Beveland.
El dic de Zandkreek era necessari per poder construir el dic de Veerse Gat, al nord de Veerse Meer. Si s'hagués construït primer el dic de Veerse Gat hagués hagut molts problemes degut al moviment dels corrents.

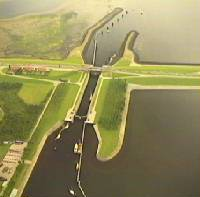
Zandkreek

Per a la construcció del dic es varen fer servir pous de fonamentació de 11 metres de llarg, 7,5 metres d'ample i 6 metres d'alt.
Una vegada acabat el dic, es va agregar una resclosa per tal d'obrir-li el pas als vaixells.